# مايكل دونيغر
مايكل دونيغر (من مواليد 21 يوليو 1986 في هيوليت، نيويورك، الولايات المتحدة) مخرج وكاتب سينمائي وممثل أمريكي يُعد من أبرز أدواره البارزة ظهور في بطولة فيلم المرافقة عام 2015، وكذلك مخرج فيلم برامبتون أون، الذي شارك فيه الممثلان أليكس راسل وروز ماكيفر.  كتب دونيغر أيضًا، وأخرج، وقام ببطولته في فيلمه الروائي الطويل هذا الشيء مع سارة. [5]